# Ralph Zloczower
Ralph Max Zloczower (* 21. Februar 1933 in Bern) ist ein ehemaliger Zentralpräsident des Schweizerischen Fussballverbands.

## Werdegang
Zloczower studierte Rechtswissenschaften in Bern und Heidelberg. Mit 27 Jahren eröffnete er 1961 eine Anwaltskanzlei in Bern. Er war Präsident der Berner FDP und bis 1993 Präsident des City-Verbands.
In den 1970er Jahren war Zloczower Präsident des Schweizerischen Curling-Verbandes, bevor er 1973 Fussball-Funktionär wurde. Er war Präsident des BSC Young Boys und durchlief im Schweizerischen Fussballverband mehrere Positionen, bevor er am 10. Februar 2001 in Nachfolge von Marcel Mathier zum Präsidenten des SFV gewählt wurde. Von Dezember 2004 bis Dezember 2006 war er Präsident des Verwaltungsrates der Euro 2008 SA, der Organisationsgesellschaft der nächsten Fussball-Europameisterschaft, ab Januar 2007 einfaches Mitglied des Verwaltungsrats. Ausserdem war er Mitglied der UEFA-Kommissionen für Berufsfussball und Nationalmannschaften. 2009 wurde der frühere Generalsekretär Peter Gilliéron neuer SFV-Zentralpräsident, Ralph Zlocwower wurde zum Ehrenpräsidenten ernannt.
Zloczower hat zwei Söhne.

## Tätigkeit
Er vertrat als Anwalt u. a. den 1989 in Bern verhafteten Waffenhändler Adnan Khashoggi, den Rüstungsgiganten Thomson (heute Thales Group), den illegal in der Schweiz operierenden Mossad-Agenten Isaac Bental (1998), die israelische Botschaft in der Schweiz sowie einen der Besetzer der polnischen Botschaft in Bern (1982).

## Auszeichnungen
- Großes Ehrenzeichen für Verdienste um die Republik Österreich (2004)